# École d'études anglaises et américaines
 (décembre 2022).
 (décembre 2022).
La mise en forme du texte ne suit pas les recommandations de Wikipédia : il faut le « wikifier ».
Les points d'amélioration suivants sont les cas les plus fréquents. Le détail des points à revoir est peut-être précisé sur la page de discussion.
- Les titres sont pré-formatés par le logiciel. Ils ne sont ni en capitales, ni en gras.
- Le texte ne doit pas être écrit en capitales (les noms de famille non plus), ni en gras, ni en italique, ni en « petit »…
- Le gras n'est utilisé que pour surligner le titre de l'article dans l'introduction, une seule fois.
- L'italique est rarement utilisé : mots en langue étrangère, titres d'œuvres, noms de bateaux, etc.
- Les citations ne sont pas en italique mais en corps de texte normal. Elles sont entourées par des guillemets français : « et ».
- Les listes à puces sont à éviter, des paragraphes rédigés étant largement préférés. Les tableaux sont à réserver à la présentation de données structurées (résultats, etc.).
- Les appels de note de bas de page (petits chiffres en exposant, introduits par l'outil «  Source ») sont à placer entre la fin de phrase et le point final[comme ça].
- Les liens internes (vers d'autres articles de Wikipédia) sont à choisir avec parcimonie. Créez des liens vers des articles approfondissant le sujet. Les termes génériques sans rapport avec le sujet sont à éviter, ainsi que les répétitions de liens vers un même terme.
- Les liens externes sont à placer uniquement dans une section « Liens externes », à la fin de l'article. Ces liens sont à choisir avec parcimonie suivant les règles définies. Si un lien sert de source à l'article, son insertion dans le texte est à faire par les notes de bas de page.
- La présentation des références doit suivre les conventions bibliographiques. Il est recommandé d'utiliser les modèles {{Ouvrage}}, {{Chapitre}}, {{Article}}, {{Lien web}} et/ou {{Bibliographie}}. Le mode d'édition visuel peut mettre en forme automatiquement les références.
- Insérer une infobox (cadre d'informations à droite) n'est pas obligatoire pour parachever la mise en page.

Pour une aide détaillée, merci de consulter Aide:Wikification.
Si vous pensez que ces points ont été résolus, vous pouvez retirer ce bandeau et améliorer la mise en forme d'un autre article.
L'École d'études anglaises et américaines (anglais : School of English and American Studies ; SEAS) de la Faculté des sciences humaines de l'Université Loránd-Eötvös a été fondée en 1886 en tant que département de langue et littérature anglaises et est située à Rákóczi út, à Józsefváros, Budapest, en Hongrie. Avec le Département d'études anglaises de l'Université de Vienne, l'École d'études anglaises et américaines est l'un des plus grands départements d'anglais d'Europe centrale.

## Histoire
En 1886, Ágoston Trefort, ministre de la religion et de l'éducation entre 1882 et 1888 et président de l'Académie hongroise des sciences (Magyar Tudományos Akadémia) entre 1885 et 1888, demanda et chargea Arthur Patterson d'enseigner la langue anglaise à l'Université royale hongroise,.

## Organisation
La direction est composée du directeur et de deux directeurs adjoints.

## Programmes
Il existe un programme de licence et deux programmes de maîtrise au SEAS.
| Niveau                    | |
| ------------------------- | --- |
| licence                   | Études anglaises et américaines |
| Une maîtrise              | Anglais |
| Une maîtrise              | Études américaines |
| Formation des enseignants | BA-cum-MA des enseignants |
| Docteur en philosophie    | Programme de doctorat en études américaines (AMER)Programme de doctorat en culture et littérature anglaises médiévales et modernes (AIKK) Programme de doctorat en littérature et culture anglaises et américaines modernes (MODA) Programme de doctorat sur le genre dans la littérature et la culture anglaises et américaines (GEND) Programme doctoral de linguistique anglaise Programme doctoral de pédagogie des langues et de linguistique appliquée de l'anglais |

## Recherches

### Ouvrages

#### Journaux
- overSEAS[5]
- The Anachronist
- angolPark
- The Even Yearbook
- The Odd Yearbook
- Working Papers in Language Pedagogy (WoPaLP)[6]

#### Annuel
- DEAL 2020 [7]
- DEAL 2021 [8]

### Chercheurs
(novembre 2022).

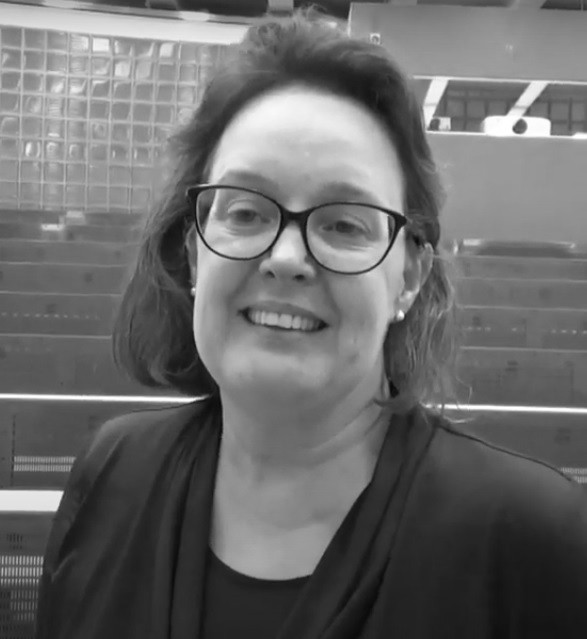
Kata Csizer la chercheuse la plus citée sur la base de Google Scholar.

Voici une liste des chercheurs basée sur Google Scholar.
| Citations   | Chercheur |
| ----------- | --- |
| 10000–50000 | Kata Csizer (DEAL), Zoltán Kövecses (DELG)                                                                                        |
| 5000–10000  | Marcel Den Dikken (DELG), |
| 1000–5000   | Péter Siptár (DELG), Mark Newson (DELG), Ildikó Lázár (DELP)                                                                      |
| 500–1000    | Tibor Frank (DAS), Péter Szigetvári (DELG)                                                                                        |
| 100–500     | Ágnes Albert (DEAL), Brigitta Dóczi (DEAL), Krisztina Károly (DELP), Enikő Öveges (DEAL), Gyula Tankó (DEAL), László Varga (DELG) |

## Conférences
La School of English and American Studies organise quatre à cinq conférences par an :
- Contemporary Crossroads[23],[24]
- Language Testing and Assessment Conference[25]
- Össznyelvész[26]
- The Reel Eye[27]